# Eravur Town Division
Eravur Town Division är en division i Sri Lanka.   Den ligger i distriktet Batticaloa District och provinsen Östprovinsen, i den östra delen av landet, 210 km öster om huvudstaden Colombo. Antalet invånare är 24 632.